# Critérium du Dauphiné 2023
Critérium du Dauphiné 2023 – 75. edycja wyścigu kolarskiego Critérium du Dauphiné, która odbyła się w dniach od 4 do 11 czerwca 2023 na liczącej ponad 1207 kilometrów trasie składającej się z 8 etapów i biegnącej z Chambon-sur-Lac do La Bastille. Impreza kategorii 2.UWT była częścią UCI World Tour 2023.

## Etapy
| Etap | Data   | Start – Meta                             | type                       | Dystans (km) | Suma wzniesień (m) | Zwycięzca etapu    | Lider              |
| ---- | ------ | ---------------------------------------- | -------------------------- | ------------ | ------------------ | ------------------ | ------------------ |
| 1    | 4 cze  | Chambon-sur-Lac – Chambon-sur-Lac        | pagórkowaty                | 157,7        | 2753 m             | Christophe Laporte | Christophe Laporte |
| 2    | 5 cze  | Brassac-les-Mines – La Chaise-Dieu       | pagórkowaty                | 167,3        | 2865 m             | Julian Alaphilippe | Christophe Laporte |
| 3    | 6 cze  | Monistrol-sur-Loire – Le Coteau          | płaski                     | 191,3        | 2089 m             | Christophe Laporte | Christophe Laporte |
| 4    | 7 cze  | Cours – Belmont-de-la-Loire              | jazda indywidualna na czas | 31,1         | 408 m              | Mikkel Bjerg       | Mikkel Bjerg       |
| 5    | 8 cze  | Cormoranche-sur-Saône – Salins-les-Bains | pagórkowaty                | 191,1        | 2018 m             | Jonas Vingegaard   | Jonas Vingegaard   |
| 6    | 9 cze  | Nantua – Crest-Voland                    | górzysty                   | 168,2        | 3406 m             | Georg Zimmermann   | Jonas Vingegaard   |
| 7    | 10 cze | Porte-de-Savoie – Col de la Croix de Fer | górski                     | 147,7        | 4015 m             | Jonas Vingegaard   | Jonas Vingegaard   |
| 8    | 11 cze | Pont-de-Claix – Bastille                 | górski                     | 152,8        | 4160 m             | Giulio Ciccone     | Jonas Vingegaard   |

## Uczestnicy

### Drużyny
| WorldTeams (18)- AG2R Citroën Team - Alpecin-Deceuninck - Astana Qazaqstan Team - Bora-Hansgrohe - EF Education-EasyPost - Groupama-FDJ - Ineos Grenadiers - Intermarché-Circus-Wanty - Jumbo-Visma - Movistar Team - Soudal Quick-Step - Arkéa-Samsic - Bahrain Victorious - Cofidis - Team DSM - Team Jayco AlUla - Trek-Segafredo - UAE Team Emirates ProTeams (3)- Lotto Dstny - TotalEnergies - Uno-X Pro Cycling Team |
| |

### Lista startowa
| Jumbo-Visma TJV | Jumbo-Visma TJV             | Jumbo-Visma TJV |
| --------------- | --------------------------- | --------------- |
| Nr              | Kolarz                      | Miejsce         |
| 1               | Jonas Vingegaard (DEN)      | 1.              |
| 2               | Tiesj Benoot (BEL)          | 28.             |
| 3               | Steven Kruijswijk (NED)     | DNF-2           |
| 4               | Christophe Laporte (FRA)    | 89.             |
| 5               | Attila Valter (HUN) (szosa) | 26.             |
| 6               | Dylan van Baarle (NED)      | 68.             |
| 7               | Nathan Van Hooydonck (BEL)  | 67.             |

| AG2R Citroën Team ACT | AG2R Citroën Team ACT   | AG2R Citroën Team ACT |
| --------------------- | ----------------------- | --------------------- |
| Nr                    | Kolarz                  | Miejsce               |
| 11                    | Ben O’Connor (AUS)      | 3.                    |
| 12                    | Franck Bonnamour (FRA)  | DNF-8                 |
| 13                    | Geoffrey Bouchard (FRA) | DNF-4                 |
| 14                    | Dorian Godon (FRA)      | 41.                   |
| 15                    | Oliver Naesen (BEL)     | 43.                   |
| 16                    | Nans Peters (FRA)       | 54.                   |
| 17                    | Greg Van Avermaet (BEL) | 76.                   |

| Bahrain Victorious TBV | Bahrain Victorious TBV    | Bahrain Victorious TBV |
| ---------------------- | ------------------------- | ---------------------- |
| Nr                     | Kolarz                    | Miejsce                |
| 21                     | Mikel Landa (ESP)         | 22.                    |
| 22                     | Matevž Govekar (SLO)      | 108.                   |
| 23                     | Kamil Gradek (POL)        | DNF-8                  |
| 24                     | Jack Haig (AUS)           | 5.                     |
| 25                     | Hermann Pernsteiner (AUT) | 25.                    |
| 26                     | Fred Wright (GBR)         | 62.                    |
| 27                     | Edoardo Zambanini (ITA)   | 34.                    |

| Ineos Grenadiers IGD | Ineos Grenadiers IGD           | Ineos Grenadiers IGD |
| -------------------- | ------------------------------ | -------------------- |
| Nr                   | Kolarz                         | Miejsce              |
| 31                   | Egan Bernal (COL)              | 12.                  |
| 32                   | Jonathan Castroviejo (ESP)     | 31.                  |
| 33                   | Omar Fraile (ESP)              | 52.                  |
| 34                   | Ethan Hayter (GBR) (ITT)       | DNF-1                |
| 35                   | Daniel Felipe Martínez (COL)   | 23.                  |
| 36                   | Carlos Rodríguez (ESP) (szosa) | 9.                   |
| 37                   | Ben Turner (GBR)               | DNF-4                |

| Bora-Hansgrohe BOH | Bora-Hansgrohe BOH        | Bora-Hansgrohe BOH |
| ------------------ | ------------------------- | ------------------ |
| Nr                 | Kolarz                    | Miejsce            |
| 41                 | Jai Hindley (AUS)         | 4.                 |
| 42                 | Sam Bennett (IRL)         | 109.               |
| 43                 | Emanuel Buchmann (GER)    | 19.                |
| 44                 | Patrick Gamper (AUT)      | 90.                |
| 45                 | Ryan Mullen (IRL)         | 111.               |
| 46                 | Nils Politt (GER) (szosa) | 48.                |
| 47                 | Danny van Poppel (NED)    | 80.                |

| Soudal Quick-Step SOQ | Soudal Quick-Step SOQ          | Soudal Quick-Step SOQ |
| --------------------- | ------------------------------ | --------------------- |
| Nr                    | Kolarz                         | Miejsce               |
| 51                    | Julian Alaphilippe (FRA)       | 10.                   |
| 52                    | Andrea Bagioli (ITA)           | 70.                   |
| 53                    | Rémi Cavagna (FRA)             | 81.                   |
| 54                    | Dries Devenyns (BEL)           | DNF-8                 |
| 55                    | Florian Sénéchal (FRA) (szosa) | 87.                   |
| 56                    | Mauri Vansevenant (BEL)        | 58.                   |
| 57                    | Ethan Vernon (GBR)             | 107.                  |

| Groupama-FDJ GFC | Groupama-FDJ GFC         | Groupama-FDJ GFC |
| ---------------- | ------------------------ | ---------------- |
| Nr               | Kolarz                   | Miejsce          |
| 61               | David Gaudu (FRA)        | 30.              |
| 62               | Kevin Geniets (LUX)      | 29.              |
| 63               | Matthieu Ladagnous (FRA) | 113.             |
| 64               | Olivier Le Gac (FRA)     | 106.             |
| 65               | Valentin Madouas (FRA)   | 42.              |
| 66               | Lenny Martinez (FRA)     | 18.              |
| 67               | Reuben Thompson (NZL)    | 85.              |

| EF Education-EasyPost EFE | EF Education-EasyPost EFE     | EF Education-EasyPost EFE |
| ------------------------- | ----------------------------- | ------------------------- |
| Nr                        | Kolarz                        | Miejsce                   |
| 71                        | Richard Carapaz (ECU) (szosa) | 36.                       |
| 72                        | Andrey Amador (CRC)           | 100.                      |
| 73                        | Esteban Chaves (COL) (szosa)  | 32.                       |
| 74                        | Owain Doull (GBR)             | 91.                       |
| 75                        | Andrea Piccolo (ITA)          | 102.                      |
| 76                        | Sean Quinn (USA)              | DNF-8                     |
| 77                        | James Shaw (GBR)              | 24.                       |

| Intermarché-Circus-Wanty ICW | Intermarché-Circus-Wanty ICW | Intermarché-Circus-Wanty ICW |
| ---------------------------- | ---------------------------- | ---------------------------- |
| Nr                           | Kolarz                       | Miejsce                      |
| 81                           | Louis Meintjes (RSA)         | 7.                           |
| 82                           | Rune Herregodts (BEL)        | DNF-7                        |
| 83                           | Madis Mihkels (EST)          | DNF-8                        |
| 84                           | Hugo Page (FRA)              | DNF-1                        |
| 85                           | Tom Paquot (BEL)             | 101.                         |
| 86                           | Rein Taaramäe (EST) (ITT)    | 94.                          |
| 87                           | Georg Zimmermann (GER)       | 45.                          |

| Movistar Team MOV | Movistar Team MOV       | Movistar Team MOV |
| ----------------- | ----------------------- | ----------------- |
| Nr                | Kolarz                  | Miejsce           |
| 91                | Enric Mas (ESP)         | 17.               |
| 92                | Jorge Arcas (ESP)       | 99.               |
| 93                | Matteo Jorgenson (USA)  | 63.               |
| 94                | Gregor Mühlberger (AUT) | DNF-8             |
| 95                | Nelson Oliveira (POR)   | 49.               |
| 96                | Antonio Pedrero (ESP)   | 27.               |
| 97                | Sergio Samitier (ESP)   | 75.               |

| Trek-Segafredo TFS | Trek-Segafredo TFS       | Trek-Segafredo TFS |
| ------------------ | ------------------------ | ------------------ |
| Nr                 | Kolarz                   | Miejsce            |
| 101                | Giulio Ciccone (ITA)     | 11.                |
| 102                | Jon Aberasturi (ESP)     | 112.               |
| 103                | Kenny Elissonde (FRA)    | 73.                |
| 104                | Markus Hoelgaard (NOR)   | DNF-7              |
| 105                | Juan Pedro López (ESP)   | 38.                |
| 106                | Natnael Tesfatsion (ERI) | DNF-6              |
| 107                | Antwan Tolhoek (NED)     | DNF-1              |

| UAE Team Emirates UAD | UAE Team Emirates UAD                   | UAE Team Emirates UAD |
| --------------------- | --------------------------------------- | --------------------- |
| Nr                    | Kolarz                                  | Miejsce               |
| 111                   | Adam Yates (GBR)                        | 2.                    |
| 112                   | Ivo Oliveira (POR)                      | 114.                  |
| 113                   | Mikkel Bjerg (DEN)                      | 55.                   |
| 114                   | Felix Großschartner (AUT) (szosa i ITT) | 21.                   |
| 115                   | Vegard Stake Laengen (NOR)              | 64.                   |
| 116                   | Rafał Majka (POL)                       | 14.                   |
| 117                   | Matteo Trentin (ITA)                    | 74.                   |

| Cofidis COF | Cofidis COF               | Cofidis COF |
| ----------- | ------------------------- | ----------- |
| Nr          | Kolarz                    | Miejsce     |
| 121         | Guillaume Martin (FRA)    | 6.          |
| 122         | Eddy Finé (FRA)           | 95.         |
| 123         | Anthony Perez (FRA)       | 83.         |
| 124         | Pierre-Luc Périchon (FRA) | 60.         |
| 125         | Benjamin Thomas (FRA)     | DNF-8       |
| 126         | Harrison Wood (GBR)       | 77.         |
| 127         | Axel Zingle (FRA)         | 98.         |

| Uno-X Pro Cycling Team UXT | Uno-X Pro Cycling Team UXT       | Uno-X Pro Cycling Team UXT |
| -------------------------- | -------------------------------- | -------------------------- |
| Nr                         | Kolarz                           | Miejsce                    |
| 131                        | Tobias Halland Johannessen (NOR) | 15.                        |
| 132                        | Martin Urianstad (NOR)           | DNF-8                      |
| 133                        | Anthon Charmig (DEN)             | 56.                        |
| 134                        | Fredrik Dversnes (NOR)           | 96.                        |
| 135                        | Anders Halland Johannessen (NOR) | 59.                        |
| 136                        | Torstein Træen (NOR)             | 8.                         |
| 137                        | Jonas Gregaard (DEN)             | 92.                        |

| Lotto Dstny LTD | Lotto Dstny LTD          | Lotto Dstny LTD |
| --------------- | ------------------------ | --------------- |
| Nr              | Kolarz                   | Miejsce         |
| 141             | Maxim Van Gils (BEL)     | DNF-5           |
| 142             | Victor Campenaerts (BEL) | 82.             |
| 143             | Thomas De Gendt (BEL)    | DNF-8           |
| 144             | Milan Menten (BEL)       | DNS-7           |
| 145             | Eduardo Sepúlveda (ARG)  | 33.             |
| 146             | Harry Sweeny (AUS)       | 46.             |
| 147             | Brent Van Moer (BEL)     | 61.             |

| Team Jayco AlUla JAY | Team Jayco AlUla JAY        | Team Jayco AlUla JAY |
| -------------------- | --------------------------- | -------------------- |
| Nr                   | Kolarz                      | Miejsce              |
| 151                  | Dylan Groenewegen (NED)     | DNS-6                |
| 152                  | Lawson Craddock (USA) (ITT) | 79.                  |
| 153                  | Luke Durbridge (AUS)        | 88.                  |
| 154                  | Tsgabu Grmay (ETH)          | 44.                  |
| 155                  | Chris Harper (AUS)          | 16.                  |
| 156                  | Rudy Porter (AUS)           | DNF-6                |
| 157                  | Elmar Reinders (NED)        | DNS-7                |

| TotalEnergies TEN | TotalEnergies TEN          | TotalEnergies TEN |
| ----------------- | -------------------------- | ----------------- |
| Nr                | Kolarz                     | Miejsce           |
| 161               | Pierre Latour (FRA)        | DNF-8             |
| 162               | Edvald Boasson Hagen (NOR) | 72.               |
| 163               | Mathieu Burgaudeau (FRA)   | 50.               |
| 164               | Steff Cras (BEL)           | DNF-2             |
| 165               | Fabien Grellier (FRA)      | 110.              |
| 166               | Mattéo Vercher (FRA)       | DNF-8             |
| 167               | Alexis Vuillermoz (FRA)    | 37.               |

| Team DSM DSM | Team DSM DSM         | Team DSM DSM |
| ------------ | -------------------- | ------------ |
| Nr           | Kolarz               | Miejsce      |
| 171          | Marco Brenner (GER)  | 71.          |
| 172          | Romain Combaud (FRA) | DNF-2        |
| 173          | Leon Heinschke (GER) | 103.         |
| 174          | Lorenzo Milesi (ITA) | 104.         |
| 175          | Oscar Onley (GBR)    | 40.          |
| 176          | Max Poole (GBR)      | 13.          |
| 177          | Florian Stork (GER)  | 97.          |

| Alpecin-Deceuninck ADC | Alpecin-Deceuninck ADC      | Alpecin-Deceuninck ADC |
| ---------------------- | --------------------------- | ---------------------- |
| Nr                     | Kolarz                      | Miejsce                |
| 181                    | Jason Osborne (GER)         | 51.                    |
| 182                    | Tobias Bayer (AUT)          | 53.                    |
| 183                    | Nicola Conci (ITA)          | 86.                    |
| 184                    | Jimmy Janssens (BEL)        | 65.                    |
| 185                    | Robert Stannard (AUS)       | 57.                    |
| 186                    | Lionel Taminiaux (BEL)      | 116.                   |
| 187                    | Fabio Van den Bossche (BEL) | 105.                   |

| Astana Qazaqstan Team AST | Astana Qazaqstan Team AST | Astana Qazaqstan Team AST |
| ------------------------- | ------------------------- | ------------------------- |
| Nr                        | Kolarz                    | Miejsce                   |
| 191                       | David de la Cruz (ESP)    | 35.                       |
| 192                       | Manuele Boaro (ITA)       | DNF-6                     |
| 193                       | Joe Dombrowski (USA)      | 66.                       |
| 194                       | Gianmarco Garofoli (ITA)  | 78.                       |
| 195                       | Antonio Nibali (ITA)      | 69.                       |
| 196                       | Alaksandr Rabuszenka      | 115.                      |
| 197                       | Andriej Zejc (KAZ)        | DNF-3                     |

| Arkéa-Samsic ARK | Arkéa-Samsic ARK          | Arkéa-Samsic ARK |
| ---------------- | ------------------------- | ---------------- |
| Nr               | Kolarz                    | Miejsce          |
| 201              | Clément Champoussin (FRA) | 20.              |
| 202              | Anthony Delaplace (FRA)   | 47.              |
| 203              | Donavan Grondin (FRA)     | DNF-6            |
| 204              | Simon Guglielmi (FRA)     | 39.              |
| 205              | Hugo Hofstetter (FRA)     | DNS-4            |
| 206              | Kévin Ledanois (FRA)      | 93.              |
| 207              | Łukasz Owsian (POL)       | 84.              |

| Jumbo-Visma TJV | Jumbo-Visma TJV             | Jumbo-Visma TJV |
| --------------- | --------------------------- | --------------- |
| Nr              | Kolarz                      | Miejsce         |
| 1               | Jonas Vingegaard (DEN)      | 1.              |
| 2               | Tiesj Benoot (BEL)          | 28.             |
| 3               | Steven Kruijswijk (NED)     | DNF-2           |
| 4               | Christophe Laporte (FRA)    | 89.             |
| 5               | Attila Valter (HUN) (szosa) | 26.             |
| 6               | Dylan van Baarle (NED)      | 68.             |
| 7               | Nathan Van Hooydonck (BEL)  | 67.             |

| AG2R Citroën Team ACT | AG2R Citroën Team ACT   | AG2R Citroën Team ACT |
| --------------------- | ----------------------- | --------------------- |
| Nr                    | Kolarz                  | Miejsce               |
| 11                    | Ben O’Connor (AUS)      | 3.                    |
| 12                    | Franck Bonnamour (FRA)  | DNF-8                 |
| 13                    | Geoffrey Bouchard (FRA) | DNF-4                 |
| 14                    | Dorian Godon (FRA)      | 41.                   |
| 15                    | Oliver Naesen (BEL)     | 43.                   |
| 16                    | Nans Peters (FRA)       | 54.                   |
| 17                    | Greg Van Avermaet (BEL) | 76.                   |

| Bahrain Victorious TBV | Bahrain Victorious TBV    | Bahrain Victorious TBV |
| ---------------------- | ------------------------- | ---------------------- |
| Nr                     | Kolarz                    | Miejsce                |
| 21                     | Mikel Landa (ESP)         | 22.                    |
| 22                     | Matevž Govekar (SLO)      | 108.                   |
| 23                     | Kamil Gradek (POL)        | DNF-8                  |
| 24                     | Jack Haig (AUS)           | 5.                     |
| 25                     | Hermann Pernsteiner (AUT) | 25.                    |
| 26                     | Fred Wright (GBR)         | 62.                    |
| 27                     | Edoardo Zambanini (ITA)   | 34.                    |

| Ineos Grenadiers IGD | Ineos Grenadiers IGD           | Ineos Grenadiers IGD |
| -------------------- | ------------------------------ | -------------------- |
| Nr                   | Kolarz                         | Miejsce              |
| 31                   | Egan Bernal (COL)              | 12.                  |
| 32                   | Jonathan Castroviejo (ESP)     | 31.                  |
| 33                   | Omar Fraile (ESP)              | 52.                  |
| 34                   | Ethan Hayter (GBR) (ITT)       | DNF-1                |
| 35                   | Daniel Felipe Martínez (COL)   | 23.                  |
| 36                   | Carlos Rodríguez (ESP) (szosa) | 9.                   |
| 37                   | Ben Turner (GBR)               | DNF-4                |

| Bora-Hansgrohe BOH | Bora-Hansgrohe BOH        | Bora-Hansgrohe BOH |
| ------------------ | ------------------------- | ------------------ |
| Nr                 | Kolarz                    | Miejsce            |
| 41                 | Jai Hindley (AUS)         | 4.                 |
| 42                 | Sam Bennett (IRL)         | 109.               |
| 43                 | Emanuel Buchmann (GER)    | 19.                |
| 44                 | Patrick Gamper (AUT)      | 90.                |
| 45                 | Ryan Mullen (IRL)         | 111.               |
| 46                 | Nils Politt (GER) (szosa) | 48.                |
| 47                 | Danny van Poppel (NED)    | 80.                |

| Soudal Quick-Step SOQ | Soudal Quick-Step SOQ          | Soudal Quick-Step SOQ |
| --------------------- | ------------------------------ | --------------------- |
| Nr                    | Kolarz                         | Miejsce               |
| 51                    | Julian Alaphilippe (FRA)       | 10.                   |
| 52                    | Andrea Bagioli (ITA)           | 70.                   |
| 53                    | Rémi Cavagna (FRA)             | 81.                   |
| 54                    | Dries Devenyns (BEL)           | DNF-8                 |
| 55                    | Florian Sénéchal (FRA) (szosa) | 87.                   |
| 56                    | Mauri Vansevenant (BEL)        | 58.                   |
| 57                    | Ethan Vernon (GBR)             | 107.                  |

| Groupama-FDJ GFC | Groupama-FDJ GFC         | Groupama-FDJ GFC |
| ---------------- | ------------------------ | ---------------- |
| Nr               | Kolarz                   | Miejsce          |
| 61               | David Gaudu (FRA)        | 30.              |
| 62               | Kevin Geniets (LUX)      | 29.              |
| 63               | Matthieu Ladagnous (FRA) | 113.             |
| 64               | Olivier Le Gac (FRA)     | 106.             |
| 65               | Valentin Madouas (FRA)   | 42.              |
| 66               | Lenny Martinez (FRA)     | 18.              |
| 67               | Reuben Thompson (NZL)    | 85.              |

| EF Education-EasyPost EFE | EF Education-EasyPost EFE     | EF Education-EasyPost EFE |
| ------------------------- | ----------------------------- | ------------------------- |
| Nr                        | Kolarz                        | Miejsce                   |
| 71                        | Richard Carapaz (ECU) (szosa) | 36.                       |
| 72                        | Andrey Amador (CRC)           | 100.                      |
| 73                        | Esteban Chaves (COL) (szosa)  | 32.                       |
| 74                        | Owain Doull (GBR)             | 91.                       |
| 75                        | Andrea Piccolo (ITA)          | 102.                      |
| 76                        | Sean Quinn (USA)              | DNF-8                     |
| 77                        | James Shaw (GBR)              | 24.                       |

| Intermarché-Circus-Wanty ICW | Intermarché-Circus-Wanty ICW | Intermarché-Circus-Wanty ICW |
| ---------------------------- | ---------------------------- | ---------------------------- |
| Nr                           | Kolarz                       | Miejsce                      |
| 81                           | Louis Meintjes (RSA)         | 7.                           |
| 82                           | Rune Herregodts (BEL)        | DNF-7                        |
| 83                           | Madis Mihkels (EST)          | DNF-8                        |
| 84                           | Hugo Page (FRA)              | DNF-1                        |
| 85                           | Tom Paquot (BEL)             | 101.                         |
| 86                           | Rein Taaramäe (EST) (ITT)    | 94.                          |
| 87                           | Georg Zimmermann (GER)       | 45.                          |

| Movistar Team MOV | Movistar Team MOV       | Movistar Team MOV |
| ----------------- | ----------------------- | ----------------- |
| Nr                | Kolarz                  | Miejsce           |
| 91                | Enric Mas (ESP)         | 17.               |
| 92                | Jorge Arcas (ESP)       | 99.               |
| 93                | Matteo Jorgenson (USA)  | 63.               |
| 94                | Gregor Mühlberger (AUT) | DNF-8             |
| 95                | Nelson Oliveira (POR)   | 49.               |
| 96                | Antonio Pedrero (ESP)   | 27.               |
| 97                | Sergio Samitier (ESP)   | 75.               |

| Trek-Segafredo TFS | Trek-Segafredo TFS       | Trek-Segafredo TFS |
| ------------------ | ------------------------ | ------------------ |
| Nr                 | Kolarz                   | Miejsce            |
| 101                | Giulio Ciccone (ITA)     | 11.                |
| 102                | Jon Aberasturi (ESP)     | 112.               |
| 103                | Kenny Elissonde (FRA)    | 73.                |
| 104                | Markus Hoelgaard (NOR)   | DNF-7              |
| 105                | Juan Pedro López (ESP)   | 38.                |
| 106                | Natnael Tesfatsion (ERI) | DNF-6              |
| 107                | Antwan Tolhoek (NED)     | DNF-1              |

| UAE Team Emirates UAD | UAE Team Emirates UAD                   | UAE Team Emirates UAD |
| --------------------- | --------------------------------------- | --------------------- |
| Nr                    | Kolarz                                  | Miejsce               |
| 111                   | Adam Yates (GBR)                        | 2.                    |
| 112                   | Ivo Oliveira (POR)                      | 114.                  |
| 113                   | Mikkel Bjerg (DEN)                      | 55.                   |
| 114                   | Felix Großschartner (AUT) (szosa i ITT) | 21.                   |
| 115                   | Vegard Stake Laengen (NOR)              | 64.                   |
| 116                   | Rafał Majka (POL)                       | 14.                   |
| 117                   | Matteo Trentin (ITA)                    | 74.                   |

| Cofidis COF | Cofidis COF               | Cofidis COF |
| ----------- | ------------------------- | ----------- |
| Nr          | Kolarz                    | Miejsce     |
| 121         | Guillaume Martin (FRA)    | 6.          |
| 122         | Eddy Finé (FRA)           | 95.         |
| 123         | Anthony Perez (FRA)       | 83.         |
| 124         | Pierre-Luc Périchon (FRA) | 60.         |
| 125         | Benjamin Thomas (FRA)     | DNF-8       |
| 126         | Harrison Wood (GBR)       | 77.         |
| 127         | Axel Zingle (FRA)         | 98.         |

| Uno-X Pro Cycling Team UXT | Uno-X Pro Cycling Team UXT       | Uno-X Pro Cycling Team UXT |
| -------------------------- | -------------------------------- | -------------------------- |
| Nr                         | Kolarz                           | Miejsce                    |
| 131                        | Tobias Halland Johannessen (NOR) | 15.                        |
| 132                        | Martin Urianstad (NOR)           | DNF-8                      |
| 133                        | Anthon Charmig (DEN)             | 56.                        |
| 134                        | Fredrik Dversnes (NOR)           | 96.                        |
| 135                        | Anders Halland Johannessen (NOR) | 59.                        |
| 136                        | Torstein Træen (NOR)             | 8.                         |
| 137                        | Jonas Gregaard (DEN)             | 92.                        |

| Lotto Dstny LTD | Lotto Dstny LTD          | Lotto Dstny LTD |
| --------------- | ------------------------ | --------------- |
| Nr              | Kolarz                   | Miejsce         |
| 141             | Maxim Van Gils (BEL)     | DNF-5           |
| 142             | Victor Campenaerts (BEL) | 82.             |
| 143             | Thomas De Gendt (BEL)    | DNF-8           |
| 144             | Milan Menten (BEL)       | DNS-7           |
| 145             | Eduardo Sepúlveda (ARG)  | 33.             |
| 146             | Harry Sweeny (AUS)       | 46.             |
| 147             | Brent Van Moer (BEL)     | 61.             |

| Team Jayco AlUla JAY | Team Jayco AlUla JAY        | Team Jayco AlUla JAY |
| -------------------- | --------------------------- | -------------------- |
| Nr                   | Kolarz                      | Miejsce              |
| 151                  | Dylan Groenewegen (NED)     | DNS-6                |
| 152                  | Lawson Craddock (USA) (ITT) | 79.                  |
| 153                  | Luke Durbridge (AUS)        | 88.                  |
| 154                  | Tsgabu Grmay (ETH)          | 44.                  |
| 155                  | Chris Harper (AUS)          | 16.                  |
| 156                  | Rudy Porter (AUS)           | DNF-6                |
| 157                  | Elmar Reinders (NED)        | DNS-7                |

| TotalEnergies TEN | TotalEnergies TEN          | TotalEnergies TEN |
| ----------------- | -------------------------- | ----------------- |
| Nr                | Kolarz                     | Miejsce           |
| 161               | Pierre Latour (FRA)        | DNF-8             |
| 162               | Edvald Boasson Hagen (NOR) | 72.               |
| 163               | Mathieu Burgaudeau (FRA)   | 50.               |
| 164               | Steff Cras (BEL)           | DNF-2             |
| 165               | Fabien Grellier (FRA)      | 110.              |
| 166               | Mattéo Vercher (FRA)       | DNF-8             |
| 167               | Alexis Vuillermoz (FRA)    | 37.               |

| Team DSM DSM | Team DSM DSM         | Team DSM DSM |
| ------------ | -------------------- | ------------ |
| Nr           | Kolarz               | Miejsce      |
| 171          | Marco Brenner (GER)  | 71.          |
| 172          | Romain Combaud (FRA) | DNF-2        |
| 173          | Leon Heinschke (GER) | 103.         |
| 174          | Lorenzo Milesi (ITA) | 104.         |
| 175          | Oscar Onley (GBR)    | 40.          |
| 176          | Max Poole (GBR)      | 13.          |
| 177          | Florian Stork (GER)  | 97.          |

| Alpecin-Deceuninck ADC | Alpecin-Deceuninck ADC      | Alpecin-Deceuninck ADC |
| ---------------------- | --------------------------- | ---------------------- |
| Nr                     | Kolarz                      | Miejsce                |
| 181                    | Jason Osborne (GER)         | 51.                    |
| 182                    | Tobias Bayer (AUT)          | 53.                    |
| 183                    | Nicola Conci (ITA)          | 86.                    |
| 184                    | Jimmy Janssens (BEL)        | 65.                    |
| 185                    | Robert Stannard (AUS)       | 57.                    |
| 186                    | Lionel Taminiaux (BEL)      | 116.                   |
| 187                    | Fabio Van den Bossche (BEL) | 105.                   |

| Astana Qazaqstan Team AST | Astana Qazaqstan Team AST | Astana Qazaqstan Team AST |
| ------------------------- | ------------------------- | ------------------------- |
| Nr                        | Kolarz                    | Miejsce                   |
| 191                       | David de la Cruz (ESP)    | 35.                       |
| 192                       | Manuele Boaro (ITA)       | DNF-6                     |
| 193                       | Joe Dombrowski (USA)      | 66.                       |
| 194                       | Gianmarco Garofoli (ITA)  | 78.                       |
| 195                       | Antonio Nibali (ITA)      | 69.                       |
| 196                       | Alaksandr Rabuszenka      | 115.                      |
| 197                       | Andriej Zejc (KAZ)        | DNF-3                     |

| Arkéa-Samsic ARK | Arkéa-Samsic ARK          | Arkéa-Samsic ARK |
| ---------------- | ------------------------- | ---------------- |
| Nr               | Kolarz                    | Miejsce          |
| 201              | Clément Champoussin (FRA) | 20.              |
| 202              | Anthony Delaplace (FRA)   | 47.              |
| 203              | Donavan Grondin (FRA)     | DNF-6            |
| 204              | Simon Guglielmi (FRA)     | 39.              |
| 205              | Hugo Hofstetter (FRA)     | DNS-4            |
| 206              | Kévin Ledanois (FRA)      | 93.              |
| 207              | Łukasz Owsian (POL)       | 84.              |

Legenda: DNF – nie ukończył etapu, OTL – przekroczył limit czasu, DNS – nie wystartował do etapu, DSQ – zdyskwalifikowany. Numer przy skrócie oznacza etap, na którym kolarz opuścił wyścig.

## Wyniki etapów

### Etap 1
| Chambon-sur-Lac - Chambon-sur-Lac | pagórkowaty | (157,7 km) |

| \| Klasyfikacja etapu \| Klasyfikacja etapu \| Klasyfikacja etapu \| Klasyfikacja etapu \| Klasyfikacja etapu \| \| Kolarz \| Kolarz \| Państwo \| Drużyna \| Czas \| \| ------------------ \| ------------------ \| ------------------ \| ------------------------ \| ------------------ \| \| 1. \| Christophe Laporte \| Francja \| Jumbo-Visma \| 3h 43' 30" \| \| 2. \| Matteo Trentin \| Włochy \| UAE Team Emirates \| + 0" \| \| 3. \| Rune Herregodts \| Belgia \| Intermarché-Circus-Wanty \| + 0" \| \| 4. \| Axel Zingle \| Francja \| Cofidis \| + 0" \| \| 5. \| Maxim Van Gils \| Belgia \| Lotto Dstny \| + 0" \| \| 6. \| Danny van Poppel \| Holandia \| Bora-Hansgrohe \| + 0" \| \| 7. \| Andrea Bagioli \| Włochy \| Soudal Quick-Step \| + 0" \| \| 8. \| Fred Wright \| Wielka Brytania \| Bahrain Victorious \| + 0" \| \| 9. \| Robert Stannard \| Australia \| Alpecin-Deceuninck \| + 0" \| \| 10. \| Marco Brenner \| Niemcy \| Team DSM \| + 0" \| |                    |                 |                          |            |
| |                    |                 |                          |            |
| Źródło: ProCyclingStats |                    |                 |                          |            |
| Klasyfikacja etapu |                    |                 |                          |            |
| Kolarz | Kolarz             | Państwo         | Drużyna                  | Czas       |
| 1. | Christophe Laporte | Francja         | Jumbo-Visma              | 3h 43' 30" |
| 2. | Matteo Trentin     | Włochy          | UAE Team Emirates        | + 0"       |
| 3. | Rune Herregodts    | Belgia          | Intermarché-Circus-Wanty | + 0"       |
| 4. | Axel Zingle        | Francja         | Cofidis                  | + 0"       |
| 5. | Maxim Van Gils     | Belgia          | Lotto Dstny              | + 0"       |
| 6. | Danny van Poppel   | Holandia        | Bora-Hansgrohe           | + 0"       |
| 7. | Andrea Bagioli     | Włochy          | Soudal Quick-Step        | + 0"       |
| 8. | Fred Wright        | Wielka Brytania | Bahrain Victorious       | + 0"       |
| 9. | Robert Stannard    | Australia       | Alpecin-Deceuninck       | + 0"       |
| 10. | Marco Brenner      | Niemcy          | Team DSM                 | + 0"       |

| \| Klasyfikacja generalna \| Klasyfikacja generalna \| Klasyfikacja generalna \| Klasyfikacja generalna \| Klasyfikacja generalna \| \| Kolarz \| Kolarz \| Państwo \| Drużyna \| Czas \| \| ---------------------- \| ---------------------- \| ---------------------- \| ------------------------ \| ---------------------- \| \| 1. \| Christophe Laporte \| Francja \| Jumbo-Visma \| 3h 43' 20" \| \| 2. \| Matteo Trentin \| Włochy \| UAE Team Emirates \| + 4" \| \| 3. \| Rune Herregodts \| Belgia \| Intermarché-Circus-Wanty \| + 6" \| \| 4. \| Axel Zingle \| Francja \| Cofidis \| + 10" \| \| 5. \| Maxim Van Gils \| Belgia \| Lotto Dstny \| + 10" \| \| 6. \| Danny van Poppel \| Holandia \| Bora-Hansgrohe \| + 10" \| \| 7. \| Andrea Bagioli \| Włochy \| Soudal Quick-Step \| + 10" \| \| 8. \| Fred Wright \| Wielka Brytania \| Bahrain Victorious \| + 10" \| \| 9. \| Robert Stannard \| Australia \| Alpecin-Deceuninck \| + 10" \| \| 10. \| Marco Brenner \| Niemcy \| Team DSM \| + 10" \| |                    |                 |                          |            |
| |                    |                 |                          |            |
| Źródło: ProCyclingStats |                    |                 |                          |            |
| Klasyfikacja generalna |                    |                 |                          |            |
| Kolarz | Kolarz             | Państwo         | Drużyna                  | Czas       |
| 1. | Christophe Laporte | Francja         | Jumbo-Visma              | 3h 43' 20" |
| 2. | Matteo Trentin     | Włochy          | UAE Team Emirates        | + 4"       |
| 3. | Rune Herregodts    | Belgia          | Intermarché-Circus-Wanty | + 6"       |
| 4. | Axel Zingle        | Francja         | Cofidis                  | + 10"      |
| 5. | Maxim Van Gils     | Belgia          | Lotto Dstny              | + 10"      |
| 6. | Danny van Poppel   | Holandia        | Bora-Hansgrohe           | + 10"      |
| 7. | Andrea Bagioli     | Włochy          | Soudal Quick-Step        | + 10"      |
| 8. | Fred Wright        | Wielka Brytania | Bahrain Victorious       | + 10"      |
| 9. | Robert Stannard    | Australia       | Alpecin-Deceuninck       | + 10"      |
| 10. | Marco Brenner      | Niemcy          | Team DSM                 | + 10"      |

### Etap 2
| Brassac-les-Mines - La Chaise-Dieu | pagórkowaty | (167,3 km) |

| \| Klasyfikacja etapu \| Klasyfikacja etapu \| Klasyfikacja etapu \| Klasyfikacja etapu \| Klasyfikacja etapu \| \| Kolarz \| Kolarz \| Państwo \| Drużyna \| Czas \| \| ------------------ \| ------------------- \| ------------------ \| --------------------- \| ------------------ \| \| 1. \| Julian Alaphilippe \| Francja \| Soudal Quick-Step \| 3h 54' 53" \| \| 2. \| Richard Carapaz \| Ekwador \| EF Education-EasyPost \| + 0" \| \| 3. \| Natnael Tesfatsion \| Erytrea \| Trek-Segafredo \| + 0" \| \| 4. \| Christophe Laporte \| Francja \| Jumbo-Visma \| + 0" \| \| 5. \| Maxim Van Gils \| Belgia \| Lotto Dstny \| + 0" \| \| 6. \| Robert Stannard \| Australia \| Alpecin-Deceuninck \| + 0" \| \| 7. \| Fred Wright \| Wielka Brytania \| Bahrain Victorious \| + 0" \| \| 8. \| Oscar Onley \| Wielka Brytania \| Team DSM \| + 0" \| \| 9. \| Marco Brenner \| Niemcy \| Team DSM \| + 0" \| \| 10. \| Clément Champoussin \| Francja \| Arkéa-Samsic \| + 0" \| |                     |                 |                       |            |
| |                     |                 |                       |            |
| Źródło: ProCyclingStats |                     |                 |                       |            |
| Klasyfikacja etapu |                     |                 |                       |            |
| Kolarz | Kolarz              | Państwo         | Drużyna               | Czas       |
| 1. | Julian Alaphilippe  | Francja         | Soudal Quick-Step     | 3h 54' 53" |
| 2. | Richard Carapaz     | Ekwador         | EF Education-EasyPost | + 0"       |
| 3. | Natnael Tesfatsion  | Erytrea         | Trek-Segafredo        | + 0"       |
| 4. | Christophe Laporte  | Francja         | Jumbo-Visma           | + 0"       |
| 5. | Maxim Van Gils      | Belgia          | Lotto Dstny           | + 0"       |
| 6. | Robert Stannard     | Australia       | Alpecin-Deceuninck    | + 0"       |
| 7. | Fred Wright         | Wielka Brytania | Bahrain Victorious    | + 0"       |
| 8. | Oscar Onley         | Wielka Brytania | Team DSM              | + 0"       |
| 9. | Marco Brenner       | Niemcy          | Team DSM              | + 0"       |
| 10. | Clément Champoussin | Francja         | Arkéa-Samsic          | + 0"       |

| \| Klasyfikacja generalna \| Klasyfikacja generalna \| Klasyfikacja generalna \| Klasyfikacja generalna \| Klasyfikacja generalna \| \| Kolarz \| Kolarz \| Państwo \| Drużyna \| Czas \| \| ---------------------- \| ---------------------- \| ---------------------- \| ------------------------ \| ---------------------- \| \| 1. \| Christophe Laporte \| Francja \| Jumbo-Visma \| 7h 38' 13" \| \| 2. \| Julian Alaphilippe \| Francja \| Soudal Quick-Step \| + 0" \| \| 3. \| Richard Carapaz \| Ekwador \| EF Education-EasyPost \| + 4" \| \| 4. \| Rune Herregodts \| Belgia \| Intermarché-Circus-Wanty \| + 6" \| \| 5. \| Maxim Van Gils \| Belgia \| Lotto Dstny \| + 10" \| \| 6. \| Robert Stannard \| Australia \| Alpecin-Deceuninck \| + 10" \| \| 7. \| Fred Wright \| Wielka Brytania \| Bahrain Victorious \| + 10" \| \| 8. \| Marco Brenner \| Niemcy \| Team DSM \| + 10" \| \| 9. \| Clément Champoussin \| Francja \| Arkéa-Samsic \| + 10" \| \| 10. \| Edvald Boasson Hagen \| Norwegia \| TotalEnergies \| + 10" \| |                      |                 |                          |            |
| |                      |                 |                          |            |
| Źródło: ProCyclingStats |                      |                 |                          |            |
| Klasyfikacja generalna |                      |                 |                          |            |
| Kolarz | Kolarz               | Państwo         | Drużyna                  | Czas       |
| 1. | Christophe Laporte   | Francja         | Jumbo-Visma              | 7h 38' 13" |
| 2. | Julian Alaphilippe   | Francja         | Soudal Quick-Step        | + 0"       |
| 3. | Richard Carapaz      | Ekwador         | EF Education-EasyPost    | + 4"       |
| 4. | Rune Herregodts      | Belgia          | Intermarché-Circus-Wanty | + 6"       |
| 5. | Maxim Van Gils       | Belgia          | Lotto Dstny              | + 10"      |
| 6. | Robert Stannard      | Australia       | Alpecin-Deceuninck       | + 10"      |
| 7. | Fred Wright          | Wielka Brytania | Bahrain Victorious       | + 10"      |
| 8. | Marco Brenner        | Niemcy          | Team DSM                 | + 10"      |
| 9. | Clément Champoussin  | Francja         | Arkéa-Samsic             | + 10"      |
| 10. | Edvald Boasson Hagen | Norwegia        | TotalEnergies            | + 10"      |

### Etap 3
| Monistrol-sur-Loire - Le Coteau | płaski | (191,3 km) |

| \| Klasyfikacja etapu \| Klasyfikacja etapu \| Klasyfikacja etapu \| Klasyfikacja etapu \| Klasyfikacja etapu \| \| Kolarz \| Kolarz \| Państwo \| Drużyna \| Czas \| \| ------------------ \| ------------------ \| ------------------ \| ------------------------ \| ------------------ \| \| 1. \| Christophe Laporte \| Francja \| Jumbo-Visma \| 4h 43' 28" \| \| 2. \| Matteo Trentin \| Włochy \| UAE Team Emirates \| + 0" \| \| 3. \| Milan Menten \| Belgia \| Lotto Dstny \| + 0" \| \| 4. \| Hugo Hofstetter \| Francja \| Arkéa-Samsic \| + 0" \| \| 5. \| Matevž Govekar \| Słowenia \| Bahrain Victorious \| + 0" \| \| 6. \| Tobias Bayer \| Austria \| Alpecin-Deceuninck \| + 0" \| \| 7. \| Axel Zingle \| Francja \| Cofidis \| + 0" \| \| 8. \| Madis Mihkels \| Estonia \| Intermarché-Circus-Wanty \| + 0" \| \| 9. \| Martin Urianstad \| Norwegia \| Uno-X Pro Cycling Team \| + 0" \| \| 10. \| Danny van Poppel \| Holandia \| Bora-Hansgrohe \| + 0" \| |                    |          |                          |            |
| |                    |          |                          |            |
| Źródło: ProCyclingStats |                    |          |                          |            |
| Klasyfikacja etapu |                    |          |                          |            |
| Kolarz | Kolarz             | Państwo  | Drużyna                  | Czas       |
| 1. | Christophe Laporte | Francja  | Jumbo-Visma              | 4h 43' 28" |
| 2. | Matteo Trentin     | Włochy   | UAE Team Emirates        | + 0"       |
| 3. | Milan Menten       | Belgia   | Lotto Dstny              | + 0"       |
| 4. | Hugo Hofstetter    | Francja  | Arkéa-Samsic             | + 0"       |
| 5. | Matevž Govekar     | Słowenia | Bahrain Victorious       | + 0"       |
| 6. | Tobias Bayer       | Austria  | Alpecin-Deceuninck       | + 0"       |
| 7. | Axel Zingle        | Francja  | Cofidis                  | + 0"       |
| 8. | Madis Mihkels      | Estonia  | Intermarché-Circus-Wanty | + 0"       |
| 9. | Martin Urianstad   | Norwegia | Uno-X Pro Cycling Team   | + 0"       |
| 10. | Danny van Poppel   | Holandia | Bora-Hansgrohe           | + 0"       |

| \| Klasyfikacja generalna \| Klasyfikacja generalna \| Klasyfikacja generalna \| Klasyfikacja generalna \| Klasyfikacja generalna \| \| Kolarz \| Kolarz \| Państwo \| Drużyna \| Czas \| \| ---------------------- \| -------------------------- \| ---------------------- \| ------------------------ \| ---------------------- \| \| 1. \| Christophe Laporte \| Francja \| Jumbo-Visma \| 12h 21' 28" \| \| 2. \| Julian Alaphilippe \| Francja \| Soudal Quick-Step \| + 11" \| \| 3. \| Richard Carapaz \| Ekwador \| EF Education-EasyPost \| + 17" \| \| 4. \| Rune Herregodts \| Belgia \| Intermarché-Circus-Wanty \| + 19" \| \| 5. \| Maxim Van Gils \| Belgia \| Lotto Dstny \| + 23" \| \| 6. \| Fred Wright \| Wielka Brytania \| Bahrain Victorious \| + 23" \| \| 7. \| Marco Brenner \| Niemcy \| Team DSM \| + 23" \| \| 8. \| Edvald Boasson Hagen \| Norwegia \| TotalEnergies \| + 23" \| \| 9. \| Tobias Halland Johannessen \| Norwegia \| Uno-X Pro Cycling Team \| + 23" \| \| 10. \| Axel Zingle \| Francja \| Cofidis \| + 23" \| |                            |                 |                          |             |
| |                            |                 |                          |             |
| Źródło: ProCyclingStats |                            |                 |                          |             |
| Klasyfikacja generalna |                            |                 |                          |             |
| Kolarz | Kolarz                     | Państwo         | Drużyna                  | Czas        |
| 1. | Christophe Laporte         | Francja         | Jumbo-Visma              | 12h 21' 28" |
| 2. | Julian Alaphilippe         | Francja         | Soudal Quick-Step        | + 11"       |
| 3. | Richard Carapaz            | Ekwador         | EF Education-EasyPost    | + 17"       |
| 4. | Rune Herregodts            | Belgia          | Intermarché-Circus-Wanty | + 19"       |
| 5. | Maxim Van Gils             | Belgia          | Lotto Dstny              | + 23"       |
| 6. | Fred Wright                | Wielka Brytania | Bahrain Victorious       | + 23"       |
| 7. | Marco Brenner              | Niemcy          | Team DSM                 | + 23"       |
| 8. | Edvald Boasson Hagen       | Norwegia        | TotalEnergies            | + 23"       |
| 9. | Tobias Halland Johannessen | Norwegia        | Uno-X Pro Cycling Team   | + 23"       |
| 10. | Axel Zingle                | Francja         | Cofidis                  | + 23"       |

### Etap 4
| Cours - Belmont-de-la-Loire | jazda indywidualna na czas | (31,1 km) |

| \| Klasyfikacja etapu \| Klasyfikacja etapu \| Klasyfikacja etapu \| Klasyfikacja etapu \| Klasyfikacja etapu \| \| Kolarz \| Kolarz \| Państwo \| Drużyna \| Czas \| \| ------------------ \| -------------------- \| ------------------ \| ------------------------ \| ------------------ \| \| 1. \| Mikkel Bjerg \| Dania \| UAE Team Emirates \| 37' 28" \| \| 2. \| Jonas Vingegaard \| Dania \| Jumbo-Visma \| + 12" \| \| 3. \| Rémi Cavagna \| Francja \| Soudal Quick-Step \| + 27" \| \| 4. \| Fred Wright \| Wielka Brytania \| Bahrain Victorious \| + 34" \| \| 5. \| Ben O’Connor \| Australia \| AG2R Citroën Team \| + 41" \| \| 6. \| Felix Großschartner \| Austria \| UAE Team Emirates \| + 44" \| \| 7. \| Rune Herregodts \| Belgia \| Intermarché-Circus-Wanty \| + 54" \| \| 8. \| Adam Yates \| Wielka Brytania \| UAE Team Emirates \| + 57" \| \| 9. \| Nelson Oliveira \| Portugalia \| Movistar Team \| + 1' 02" \| \| 10. \| Jonathan Castroviejo \| Hiszpania \| Ineos Grenadiers \| + 1' 05" \| |                      |                 |                          |          |
| |                      |                 |                          |          |
| Źródło: ProCyclingStats |                      |                 |                          |          |
| Klasyfikacja etapu |                      |                 |                          |          |
| Kolarz | Kolarz               | Państwo         | Drużyna                  | Czas     |
| 1. | Mikkel Bjerg         | Dania           | UAE Team Emirates        | 37' 28"  |
| 2. | Jonas Vingegaard     | Dania           | Jumbo-Visma              | + 12"    |
| 3. | Rémi Cavagna         | Francja         | Soudal Quick-Step        | + 27"    |
| 4. | Fred Wright          | Wielka Brytania | Bahrain Victorious       | + 34"    |
| 5. | Ben O’Connor         | Australia       | AG2R Citroën Team        | + 41"    |
| 6. | Felix Großschartner  | Austria         | UAE Team Emirates        | + 44"    |
| 7. | Rune Herregodts      | Belgia          | Intermarché-Circus-Wanty | + 54"    |
| 8. | Adam Yates           | Wielka Brytania | UAE Team Emirates        | + 57"    |
| 9. | Nelson Oliveira      | Portugalia      | Movistar Team            | + 1' 02" |
| 10. | Jonathan Castroviejo | Hiszpania       | Ineos Grenadiers         | + 1' 05" |

| \| Klasyfikacja generalna \| Klasyfikacja generalna \| Klasyfikacja generalna \| Klasyfikacja generalna \| Klasyfikacja generalna \| \| Kolarz \| Kolarz \| Państwo \| Drużyna \| Czas \| \| ---------------------- \| ---------------------- \| ---------------------- \| ------------------------ \| ---------------------- \| \| 1. \| Mikkel Bjerg \| Dania \| UAE Team Emirates \| 12h 59' 19" \| \| 2. \| Jonas Vingegaard \| Dania \| Jumbo-Visma \| + 12" \| \| 3. \| Fred Wright \| Wielka Brytania \| Bahrain Victorious \| + 34" \| \| 4. \| Ben O’Connor \| Australia \| AG2R Citroën Team \| + 41" \| \| 5. \| Felix Großschartner \| Austria \| UAE Team Emirates \| + 44" \| \| 6. \| Rune Herregodts \| Belgia \| Intermarché-Circus-Wanty \| + 50" \| \| 7. \| Adam Yates \| Wielka Brytania \| UAE Team Emirates \| + 57" \| \| 8. \| Julian Alaphilippe \| Francja \| Soudal Quick-Step \| + 1' 00" \| \| 9. \| Daniel Felipe Martínez \| Kolumbia \| Ineos Grenadiers \| + 1' 07" \| \| 10. \| Jai Hindley \| Australia \| Bora-Hansgrohe \| + 1' 08" \| |                        |                 |                          |             |
| |                        |                 |                          |             |
| Źródło: ProCyclingStats |                        |                 |                          |             |
| Klasyfikacja generalna |                        |                 |                          |             |
| Kolarz | Kolarz                 | Państwo         | Drużyna                  | Czas        |
| 1. | Mikkel Bjerg           | Dania           | UAE Team Emirates        | 12h 59' 19" |
| 2. | Jonas Vingegaard       | Dania           | Jumbo-Visma              | + 12"       |
| 3. | Fred Wright            | Wielka Brytania | Bahrain Victorious       | + 34"       |
| 4. | Ben O’Connor           | Australia       | AG2R Citroën Team        | + 41"       |
| 5. | Felix Großschartner    | Austria         | UAE Team Emirates        | + 44"       |
| 6. | Rune Herregodts        | Belgia          | Intermarché-Circus-Wanty | + 50"       |
| 7. | Adam Yates             | Wielka Brytania | UAE Team Emirates        | + 57"       |
| 8. | Julian Alaphilippe     | Francja         | Soudal Quick-Step        | + 1' 00"    |
| 9. | Daniel Felipe Martínez | Kolumbia        | Ineos Grenadiers         | + 1' 07"    |
| 10. | Jai Hindley            | Australia       | Bora-Hansgrohe           | + 1' 08"    |

### Etap 5
| Cormoranche-sur-Saône - Salins-les-Bains | pagórkowaty | (191,1 km) |

| \| Klasyfikacja etapu \| Klasyfikacja etapu \| Klasyfikacja etapu \| Klasyfikacja etapu \| Klasyfikacja etapu \| \| Kolarz \| Kolarz \| Państwo \| Drużyna \| Czas \| \| ------------------ \| -------------------------- \| ------------------ \| ---------------------- \| ------------------ \| \| 1. \| Jonas Vingegaard \| Dania \| Jumbo-Visma \| 4h 03' 42" \| \| 2. \| Julian Alaphilippe \| Francja \| Soudal Quick-Step \| + 31" \| \| 3. \| Tobias Halland Johannessen \| Norwegia \| Uno-X Pro Cycling Team \| + 31" \| \| 4. \| Clément Champoussin \| Francja \| Arkéa-Samsic \| + 31" \| \| 5. \| Max Poole \| Wielka Brytania \| Team DSM \| + 31" \| \| 6. \| Jai Hindley \| Australia \| Bora-Hansgrohe \| + 31" \| \| 7. \| Enric Mas \| Hiszpania \| Movistar Team \| + 31" \| \| 8. \| Adam Yates \| Wielka Brytania \| UAE Team Emirates \| + 31" \| \| 9. \| Lenny Martinez \| Francja \| Groupama-FDJ \| + 31" \| \| 10. \| Esteban Chaves \| Kolumbia \| EF Education-EasyPost \| + 31" \| |                            |                 |                        |            |
| |                            |                 |                        |            |
| Źródło: ProCyclingStats |                            |                 |                        |            |
| Klasyfikacja etapu |                            |                 |                        |            |
| Kolarz | Kolarz                     | Państwo         | Drużyna                | Czas       |
| 1. | Jonas Vingegaard           | Dania           | Jumbo-Visma            | 4h 03' 42" |
| 2. | Julian Alaphilippe         | Francja         | Soudal Quick-Step      | + 31"      |
| 3. | Tobias Halland Johannessen | Norwegia        | Uno-X Pro Cycling Team | + 31"      |
| 4. | Clément Champoussin        | Francja         | Arkéa-Samsic           | + 31"      |
| 5. | Max Poole                  | Wielka Brytania | Team DSM               | + 31"      |
| 6. | Jai Hindley                | Australia       | Bora-Hansgrohe         | + 31"      |
| 7. | Enric Mas                  | Hiszpania       | Movistar Team          | + 31"      |
| 8. | Adam Yates                 | Wielka Brytania | UAE Team Emirates      | + 31"      |
| 9. | Lenny Martinez             | Francja         | Groupama-FDJ           | + 31"      |
| 10. | Esteban Chaves             | Kolumbia        | EF Education-EasyPost  | + 31"      |

| \| Klasyfikacja generalna \| Klasyfikacja generalna \| Klasyfikacja generalna \| Klasyfikacja generalna \| Klasyfikacja generalna \| \| Kolarz \| Kolarz \| Państwo \| Drużyna \| Czas \| \| ---------------------- \| ---------------------- \| ---------------------- \| ---------------------- \| ---------------------- \| \| 1. \| Jonas Vingegaard \| Dania \| Jumbo-Visma \| 17h 03' 03" \| \| 2. \| Julian Alaphilippe \| Francja \| Soudal Quick-Step \| + 1' 23" \| \| 3. \| Ben O’Connor \| Australia \| AG2R Citroën Team \| + 1' 24" \| \| 4. \| Adam Yates \| Wielka Brytania \| UAE Team Emirates \| + 1' 26" \| \| 5. \| Felix Großschartner \| Austria \| UAE Team Emirates \| + 1' 27" \| \| 6. \| Jai Hindley \| Australia \| Bora-Hansgrohe \| + 1' 37" \| \| 7. \| Jack Haig \| Australia \| Bahrain Victorious \| + 1' 44" \| \| 8. \| Daniel Felipe Martínez \| Kolumbia \| Ineos Grenadiers \| + 2' 07" \| \| 9. \| Mikkel Bjerg \| Dania \| UAE Team Emirates \| + 2' 21" \| \| 10. \| Guillaume Martin \| Francja \| Cofidis \| + 2' 54" \| |                        |                 |                    |             |
| |                        |                 |                    |             |
| Źródło: ProCyclingStats |                        |                 |                    |             |
| Klasyfikacja generalna |                        |                 |                    |             |
| Kolarz | Kolarz                 | Państwo         | Drużyna            | Czas        |
| 1. | Jonas Vingegaard       | Dania           | Jumbo-Visma        | 17h 03' 03" |
| 2. | Julian Alaphilippe     | Francja         | Soudal Quick-Step  | + 1' 23"    |
| 3. | Ben O’Connor           | Australia       | AG2R Citroën Team  | + 1' 24"    |
| 4. | Adam Yates             | Wielka Brytania | UAE Team Emirates  | + 1' 26"    |
| 5. | Felix Großschartner    | Austria         | UAE Team Emirates  | + 1' 27"    |
| 6. | Jai Hindley            | Australia       | Bora-Hansgrohe     | + 1' 37"    |
| 7. | Jack Haig              | Australia       | Bahrain Victorious | + 1' 44"    |
| 8. | Daniel Felipe Martínez | Kolumbia        | Ineos Grenadiers   | + 2' 07"    |
| 9. | Mikkel Bjerg           | Dania           | UAE Team Emirates  | + 2' 21"    |
| 10. | Guillaume Martin       | Francja         | Cofidis            | + 2' 54"    |

### Etap 6
| Nantua - Crest-Voland | górzysty | (168,2 km) |

| \| Klasyfikacja etapu \| Klasyfikacja etapu \| Klasyfikacja etapu \| Klasyfikacja etapu \| Klasyfikacja etapu \| \| Kolarz \| Kolarz \| Państwo \| Drużyna \| Czas \| \| ------------------ \| -------------------- \| ------------------ \| ------------------------ \| ------------------ \| \| 1. \| Georg Zimmermann \| Niemcy \| Intermarché-Circus-Wanty \| 4h 02' 50" \| \| 2. \| Mathieu Burgaudeau \| Francja \| TotalEnergies \| + 1" \| \| 3. \| Jonathan Castroviejo \| Hiszpania \| Ineos Grenadiers \| + 8" \| \| 4. \| Giulio Ciccone \| Włochy \| Trek-Segafredo \| + 48" \| \| 5. \| Ben O’Connor \| Australia \| AG2R Citroën Team \| + 48" \| \| 6. \| Adam Yates \| Wielka Brytania \| UAE Team Emirates \| + 48" \| \| 7. \| Jack Haig \| Australia \| Bahrain Victorious \| + 48" \| \| 8. \| Jai Hindley \| Australia \| Bora-Hansgrohe \| + 48" \| \| 9. \| Julian Alaphilippe \| Francja \| Soudal Quick-Step \| + 48" \| \| 10. \| Enric Mas \| Hiszpania \| Movistar Team \| + 48" \| |                      |                 |                          |            |
| |                      |                 |                          |            |
| Źródło: ProCyclingStats |                      |                 |                          |            |
| Klasyfikacja etapu |                      |                 |                          |            |
| Kolarz | Kolarz               | Państwo         | Drużyna                  | Czas       |
| 1. | Georg Zimmermann     | Niemcy          | Intermarché-Circus-Wanty | 4h 02' 50" |
| 2. | Mathieu Burgaudeau   | Francja         | TotalEnergies            | + 1"       |
| 3. | Jonathan Castroviejo | Hiszpania       | Ineos Grenadiers         | + 8"       |
| 4. | Giulio Ciccone       | Włochy          | Trek-Segafredo           | + 48"      |
| 5. | Ben O’Connor         | Australia       | AG2R Citroën Team        | + 48"      |
| 6. | Adam Yates           | Wielka Brytania | UAE Team Emirates        | + 48"      |
| 7. | Jack Haig            | Australia       | Bahrain Victorious       | + 48"      |
| 8. | Jai Hindley          | Australia       | Bora-Hansgrohe           | + 48"      |
| 9. | Julian Alaphilippe   | Francja         | Soudal Quick-Step        | + 48"      |
| 10. | Enric Mas            | Hiszpania       | Movistar Team            | + 48"      |

| \| Klasyfikacja generalna \| Klasyfikacja generalna \| Klasyfikacja generalna \| Klasyfikacja generalna \| Klasyfikacja generalna \| \| Kolarz \| Kolarz \| Państwo \| Drużyna \| Czas \| \| ---------------------- \| -------------------------- \| ---------------------- \| ---------------------- \| ---------------------- \| \| 1. \| Jonas Vingegaard \| Dania \| Jumbo-Visma \| 21h 06' 41" \| \| 2. \| Ben O’Connor \| Australia \| AG2R Citroën Team \| + 1' 10" \| \| 3. \| Julian Alaphilippe \| Francja \| Soudal Quick-Step \| + 1' 23" \| \| 4. \| Adam Yates \| Wielka Brytania \| UAE Team Emirates \| + 1' 26" \| \| 5. \| Jai Hindley \| Australia \| Bora-Hansgrohe \| + 1' 37" \| \| 6. \| Jack Haig \| Australia \| Bahrain Victorious \| + 1' 44" \| \| 7. \| Daniel Felipe Martínez \| Kolumbia \| Ineos Grenadiers \| + 2' 07" \| \| 8. \| Guillaume Martin \| Francja \| Cofidis \| + 2' 54" \| \| 9. \| Mikkel Bjerg \| Dania \| UAE Team Emirates \| + 2' 55" \| \| 10. \| Tobias Halland Johannessen \| Norwegia \| Uno-X Pro Cycling Team \| + 2' 57" \| |                            |                 |                        |             |
| |                            |                 |                        |             |
| Źródło: ProCyclingStats |                            |                 |                        |             |
| Klasyfikacja generalna |                            |                 |                        |             |
| Kolarz | Kolarz                     | Państwo         | Drużyna                | Czas        |
| 1. | Jonas Vingegaard           | Dania           | Jumbo-Visma            | 21h 06' 41" |
| 2. | Ben O’Connor               | Australia       | AG2R Citroën Team      | + 1' 10"    |
| 3. | Julian Alaphilippe         | Francja         | Soudal Quick-Step      | + 1' 23"    |
| 4. | Adam Yates                 | Wielka Brytania | UAE Team Emirates      | + 1' 26"    |
| 5. | Jai Hindley                | Australia       | Bora-Hansgrohe         | + 1' 37"    |
| 6. | Jack Haig                  | Australia       | Bahrain Victorious     | + 1' 44"    |
| 7. | Daniel Felipe Martínez     | Kolumbia        | Ineos Grenadiers       | + 2' 07"    |
| 8. | Guillaume Martin           | Francja         | Cofidis                | + 2' 54"    |
| 9. | Mikkel Bjerg               | Dania           | UAE Team Emirates      | + 2' 55"    |
| 10. | Tobias Halland Johannessen | Norwegia        | Uno-X Pro Cycling Team | + 2' 57"    |

### Etap 7
| Porte-de-Savoie - Col de la Croix de Fer | górski | (147,7 km) |

| \| Klasyfikacja etapu \| Klasyfikacja etapu \| Klasyfikacja etapu \| Klasyfikacja etapu \| Klasyfikacja etapu \| \| Kolarz \| Kolarz \| Państwo \| Drużyna \| Czas \| \| ------------------ \| ---------------------- \| ------------------ \| ------------------------ \| ------------------ \| \| 1. \| Jonas Vingegaard \| Dania \| Jumbo-Visma \| 4h 15' 47" \| \| 2. \| Adam Yates \| Wielka Brytania \| UAE Team Emirates \| + 41" \| \| 3. \| Jai Hindley \| Australia \| Bora-Hansgrohe \| + 53" \| \| 4. \| Ben O’Connor \| Australia \| AG2R Citroën Team \| + 1' 04" \| \| 5. \| Max Poole \| Wielka Brytania \| Team DSM \| + 1' 10" \| \| 6. \| Jack Haig \| Australia \| Bahrain Victorious \| + 1' 10" \| \| 7. \| Guillaume Martin \| Francja \| Cofidis \| + 1' 10" \| \| 8. \| Torstein Træen \| Norwegia \| Uno-X Pro Cycling Team \| + 1' 10" \| \| 9. \| Daniel Felipe Martínez \| Kolumbia \| Ineos Grenadiers \| + 1' 10" \| \| 10. \| Louis Meintjes \| Południowa Afryka \| Intermarché-Circus-Wanty \| + 1' 10" \| |                        |                   |                          |            |
| |                        |                   |                          |            |
| Źródło: ProCyclingStats |                        |                   |                          |            |
| Klasyfikacja etapu |                        |                   |                          |            |
| Kolarz | Kolarz                 | Państwo           | Drużyna                  | Czas       |
| 1. | Jonas Vingegaard       | Dania             | Jumbo-Visma              | 4h 15' 47" |
| 2. | Adam Yates             | Wielka Brytania   | UAE Team Emirates        | + 41"      |
| 3. | Jai Hindley            | Australia         | Bora-Hansgrohe           | + 53"      |
| 4. | Ben O’Connor           | Australia         | AG2R Citroën Team        | + 1' 04"   |
| 5. | Max Poole              | Wielka Brytania   | Team DSM                 | + 1' 10"   |
| 6. | Jack Haig              | Australia         | Bahrain Victorious       | + 1' 10"   |
| 7. | Guillaume Martin       | Francja           | Cofidis                  | + 1' 10"   |
| 8. | Torstein Træen         | Norwegia          | Uno-X Pro Cycling Team   | + 1' 10"   |
| 9. | Daniel Felipe Martínez | Kolumbia          | Ineos Grenadiers         | + 1' 10"   |
| 10. | Louis Meintjes         | Południowa Afryka | Intermarché-Circus-Wanty | + 1' 10"   |

| \| Klasyfikacja generalna \| Klasyfikacja generalna \| Klasyfikacja generalna \| Klasyfikacja generalna \| Klasyfikacja generalna \| \| Kolarz \| Kolarz \| Państwo \| Drużyna \| Czas \| \| ---------------------- \| ---------------------- \| ---------------------- \| ------------------------ \| ---------------------- \| \| 1. \| Jonas Vingegaard \| Dania \| Jumbo-Visma \| 25h 22' 18" \| \| 2. \| Adam Yates \| Wielka Brytania \| UAE Team Emirates \| + 2' 11" \| \| 3. \| Ben O’Connor \| Australia \| AG2R Citroën Team \| + 2' 24" \| \| 4. \| Jai Hindley \| Australia \| Bora-Hansgrohe \| + 2' 36" \| \| 5. \| Jack Haig \| Australia \| Bahrain Victorious \| + 3' 04" \| \| 6. \| Daniel Felipe Martínez \| Kolumbia \| Ineos Grenadiers \| + 3' 27" \| \| 7. \| Julian Alaphilippe \| Francja \| Soudal Quick-Step \| + 3' 48" \| \| 8. \| Guillaume Martin \| Francja \| Cofidis \| + 4' 14" \| \| 9. \| Louis Meintjes \| Południowa Afryka \| Intermarché-Circus-Wanty \| + 4' 19" \| \| 10. \| Torstein Træen \| Norwegia \| Uno-X Pro Cycling Team \| + 4' 21" \| |                        |                   |                          |             |
| |                        |                   |                          |             |
| Źródło: ProCyclingStats |                        |                   |                          |             |
| Klasyfikacja generalna |                        |                   |                          |             |
| Kolarz | Kolarz                 | Państwo           | Drużyna                  | Czas        |
| 1. | Jonas Vingegaard       | Dania             | Jumbo-Visma              | 25h 22' 18" |
| 2. | Adam Yates             | Wielka Brytania   | UAE Team Emirates        | + 2' 11"    |
| 3. | Ben O’Connor           | Australia         | AG2R Citroën Team        | + 2' 24"    |
| 4. | Jai Hindley            | Australia         | Bora-Hansgrohe           | + 2' 36"    |
| 5. | Jack Haig              | Australia         | Bahrain Victorious       | + 3' 04"    |
| 6. | Daniel Felipe Martínez | Kolumbia          | Ineos Grenadiers         | + 3' 27"    |
| 7. | Julian Alaphilippe     | Francja           | Soudal Quick-Step        | + 3' 48"    |
| 8. | Guillaume Martin       | Francja           | Cofidis                  | + 4' 14"    |
| 9. | Louis Meintjes         | Południowa Afryka | Intermarché-Circus-Wanty | + 4' 19"    |
| 10. | Torstein Træen         | Norwegia          | Uno-X Pro Cycling Team   | + 4' 21"    |

### Etap 8
| Pont-de-Claix - Bastille | górski | (152,8 km) |

| \| Klasyfikacja etapu \| Klasyfikacja etapu \| Klasyfikacja etapu \| Klasyfikacja etapu \| Klasyfikacja etapu \| \| Kolarz \| Kolarz \| Państwo \| Drużyna \| Czas \| \| ------------------ \| ------------------ \| ------------------ \| ------------------------ \| ------------------ \| \| 1. \| Giulio Ciccone \| Włochy \| Trek-Segafredo \| 4h 06' 04" \| \| 2. \| Jonas Vingegaard \| Dania \| Jumbo-Visma \| + 23" \| \| 3. \| Adam Yates \| Wielka Brytania \| UAE Team Emirates \| + 33" \| \| 4. \| Ben O’Connor \| Australia \| AG2R Citroën Team \| + 49" \| \| 5. \| Guillaume Martin \| Francja \| Cofidis \| + 54" \| \| 6. \| Jai Hindley \| Australia \| Bora-Hansgrohe \| + 57" \| \| 7. \| Rafał Majka \| Polska \| UAE Team Emirates \| + 1' 00" \| \| 8. \| Jack Haig \| Australia \| Bahrain Victorious \| + 1' 00" \| \| 9. \| Louis Meintjes \| Południowa Afryka \| Intermarché-Circus-Wanty \| + 1' 00" \| \| 10. \| Carlos Rodríguez \| Hiszpania \| Ineos Grenadiers \| + 1' 03" \| |                  |                   |                          |            |
| |                  |                   |                          |            |
| Źródło: ProCyclingStats |                  |                   |                          |            |
| Klasyfikacja etapu |                  |                   |                          |            |
| Kolarz | Kolarz           | Państwo           | Drużyna                  | Czas       |
| 1. | Giulio Ciccone   | Włochy            | Trek-Segafredo           | 4h 06' 04" |
| 2. | Jonas Vingegaard | Dania             | Jumbo-Visma              | + 23"      |
| 3. | Adam Yates       | Wielka Brytania   | UAE Team Emirates        | + 33"      |
| 4. | Ben O’Connor     | Australia         | AG2R Citroën Team        | + 49"      |
| 5. | Guillaume Martin | Francja           | Cofidis                  | + 54"      |
| 6. | Jai Hindley      | Australia         | Bora-Hansgrohe           | + 57"      |
| 7. | Rafał Majka      | Polska            | UAE Team Emirates        | + 1' 00"   |
| 8. | Jack Haig        | Australia         | Bahrain Victorious       | + 1' 00"   |
| 9. | Louis Meintjes   | Południowa Afryka | Intermarché-Circus-Wanty | + 1' 00"   |
| 10. | Carlos Rodríguez | Hiszpania         | Ineos Grenadiers         | + 1' 03"   |

## Klasyfikacje

### Klasyfikacja generalna
| \| Klasyfikacja generalna \| Klasyfikacja generalna \| Klasyfikacja generalna \| Klasyfikacja generalna \| Klasyfikacja generalna \| \| Kolarz \| Kolarz \| Państwo \| Drużyna \| Czas \| \| ---------------------- \| ---------------------- \| ---------------------- \| ------------------------ \| ---------------------- \| \| 1. \| Jonas Vingegaard \| Dania \| Jumbo-Visma \| 29h 28' 39" \| \| 2. \| Adam Yates \| Wielka Brytania \| UAE Team Emirates \| + 2' 23" \| \| 3. \| Ben O’Connor \| Australia \| AG2R Citroën Team \| + 2' 56" \| \| 4. \| Jai Hindley \| Australia \| Bora-Hansgrohe \| + 3' 16" \| \| 5. \| Jack Haig \| Australia \| Bahrain Victorious \| + 3' 47" \| \| 6. \| Guillaume Martin \| Francja \| Cofidis \| + 4' 51" \| \| 7. \| Louis Meintjes \| Południowa Afryka \| Intermarché-Circus-Wanty \| + 5' 02" \| \| 8. \| Torstein Træen \| Norwegia \| Uno-X Pro Cycling Team \| + 5' 15" \| \| 9. \| Carlos Rodríguez \| Hiszpania \| Ineos Grenadiers \| + 5' 19" \| \| 10. \| Julian Alaphilippe \| Francja \| Soudal Quick-Step \| + 5' 37" \| |                    |                   |                          |             |
| |                    |                   |                          |             |
| Źródło: ProCyclingStats |                    |                   |                          |             |
| Klasyfikacja generalna |                    |                   |                          |             |
| Kolarz | Kolarz             | Państwo           | Drużyna                  | Czas        |
| 1. | Jonas Vingegaard   | Dania             | Jumbo-Visma              | 29h 28' 39" |
| 2. | Adam Yates         | Wielka Brytania   | UAE Team Emirates        | + 2' 23"    |
| 3. | Ben O’Connor       | Australia         | AG2R Citroën Team        | + 2' 56"    |
| 4. | Jai Hindley        | Australia         | Bora-Hansgrohe           | + 3' 16"    |
| 5. | Jack Haig          | Australia         | Bahrain Victorious       | + 3' 47"    |
| 6. | Guillaume Martin   | Francja           | Cofidis                  | + 4' 51"    |
| 7. | Louis Meintjes     | Południowa Afryka | Intermarché-Circus-Wanty | + 5' 02"    |
| 8. | Torstein Træen     | Norwegia          | Uno-X Pro Cycling Team   | + 5' 15"    |
| 9. | Carlos Rodríguez   | Hiszpania         | Ineos Grenadiers         | + 5' 19"    |
| 10. | Julian Alaphilippe | Francja           | Soudal Quick-Step        | + 5' 37"    |

| Klasyfikacja punktowa | Klasyfikacja punktowa | Klasyfikacja punktowa | Klasyfikacja punktowa | Klasyfikacja punktowa |
| Kolarz                | Kolarz                | Państwo               | Drużyna               | Punkty                |
| --------------------- | --------------------- | --------------------- | --------------------- | --------------------- |
| 1.                    | Christophe Laporte    | Francja               | Jumbo-Visma           | 78 pkt                |
| 2.                    | Jonas Vingegaard      | Dania                 | Jumbo-Visma           | 64 pkt                |
| 3.                    | Matteo Trentin        | Włochy                | UAE Team Emirates     | 64 pkt                |
| 4.                    | Julian Alaphilippe    | Francja               | Soudal Quick-Step     | 55 pkt                |
| 5.                    | Adam Yates            | Wielka Brytania       | UAE Team Emirates     | 40 pkt                |
| 6.                    | Jai Hindley           | Australia             | Bora-Hansgrohe        | 32 pkt                |
| 7.                    | Fred Wright           | Wielka Brytania       | Bahrain Victorious    | 30 pkt                |
| 8.                    | Axel Zingle           | Francja               | Cofidis               | 30 pkt                |
| 9.                    | Ben O’Connor          | Australia             | AG2R Citroën Team     | 28 pkt                |
| 10.                   | Clément Champoussin   | Francja               | Arkéa-Samsic          | 24 pkt                |

| Klasyfikacja punktowa | Klasyfikacja punktowa | Klasyfikacja punktowa | Klasyfikacja punktowa | Klasyfikacja punktowa |
| Kolarz                | Kolarz                | Państwo               | Drużyna               | Punkty                |
| --------------------- | --------------------- | --------------------- | --------------------- | --------------------- |
| 1.                    | Christophe Laporte    | Francja               | Jumbo-Visma           | 78 pkt                |
| 2.                    | Jonas Vingegaard      | Dania                 | Jumbo-Visma           | 64 pkt                |
| 3.                    | Matteo Trentin        | Włochy                | UAE Team Emirates     | 64 pkt                |
| 4.                    | Julian Alaphilippe    | Francja               | Soudal Quick-Step     | 55 pkt                |
| 5.                    | Adam Yates            | Wielka Brytania       | UAE Team Emirates     | 40 pkt                |
| 6.                    | Jai Hindley           | Australia             | Bora-Hansgrohe        | 32 pkt                |
| 7.                    | Fred Wright           | Wielka Brytania       | Bahrain Victorious    | 30 pkt                |
| 8.                    | Axel Zingle           | Francja               | Cofidis               | 30 pkt                |
| 9.                    | Ben O’Connor          | Australia             | AG2R Citroën Team     | 28 pkt                |
| 10.                   | Clément Champoussin   | Francja               | Arkéa-Samsic          | 24 pkt                |

| Klasyfikacja górska | Klasyfikacja górska  | Klasyfikacja górska | Klasyfikacja górska | Klasyfikacja górska |
| Kolarz              | Kolarz               | Państwo             | Drużyna             | Punkty              |
| ------------------- | -------------------- | ------------------- | ------------------- | ------------------- |
| 1.                  | Giulio Ciccone       | Włochy              | Trek-Segafredo      | 42 pkt              |
| 2.                  | Victor Campenaerts   | Belgia              | Lotto Dstny         | 40 pkt              |
| 3.                  | Jonas Vingegaard     | Dania               | Jumbo-Visma         | 32 pkt              |
| 4.                  | Adam Yates           | Wielka Brytania     | UAE Team Emirates   | 22 pkt              |
| 5.                  | Julian Alaphilippe   | Francja             | Soudal Quick-Step   | 21 pkt              |
| 6.                  | Tiesj Benoot         | Belgia              | Jumbo-Visma         | 20 pkt              |
| 7.                  | Jonathan Castroviejo | Hiszpania           | Ineos Grenadiers    | 14 pkt              |
| 8.                  | Mathieu Burgaudeau   | Francja             | TotalEnergies       | 13 pkt              |
| 9.                  | Clément Champoussin  | Francja             | Arkéa-Samsic        | 12 pkt              |
| 10.                 | Mauri Vansevenant    | Belgia              | Soudal Quick-Step   | 12 pkt              |

| Klasyfikacja górska | Klasyfikacja górska  | Klasyfikacja górska | Klasyfikacja górska | Klasyfikacja górska |
| Kolarz              | Kolarz               | Państwo             | Drużyna             | Punkty              |
| ------------------- | -------------------- | ------------------- | ------------------- | ------------------- |
| 1.                  | Giulio Ciccone       | Włochy              | Trek-Segafredo      | 42 pkt              |
| 2.                  | Victor Campenaerts   | Belgia              | Lotto Dstny         | 40 pkt              |
| 3.                  | Jonas Vingegaard     | Dania               | Jumbo-Visma         | 32 pkt              |
| 4.                  | Adam Yates           | Wielka Brytania     | UAE Team Emirates   | 22 pkt              |
| 5.                  | Julian Alaphilippe   | Francja             | Soudal Quick-Step   | 21 pkt              |
| 6.                  | Tiesj Benoot         | Belgia              | Jumbo-Visma         | 20 pkt              |
| 7.                  | Jonathan Castroviejo | Hiszpania           | Ineos Grenadiers    | 14 pkt              |
| 8.                  | Mathieu Burgaudeau   | Francja             | TotalEnergies       | 13 pkt              |
| 9.                  | Clément Champoussin  | Francja             | Arkéa-Samsic        | 12 pkt              |
| 10.                 | Mauri Vansevenant    | Belgia              | Soudal Quick-Step   | 12 pkt              |

| Klasyfikacja młodzieżowa | Klasyfikacja młodzieżowa   | Klasyfikacja młodzieżowa | Klasyfikacja młodzieżowa | Klasyfikacja młodzieżowa |
| Kolarz                   | Kolarz                     | Państwo                  | Drużyna                  | Czas                     |
| ------------------------ | -------------------------- | ------------------------ | ------------------------ | ------------------------ |
| 1.                       | Carlos Rodríguez           | Hiszpania                | Ineos Grenadiers         | 29h 33' 58"              |
| 2.                       | Max Poole                  | Wielka Brytania          | Team DSM                 | + 1' 34"                 |
| 3.                       | Tobias Halland Johannessen | Norwegia                 | Uno-X Pro Cycling Team   | + 2' 41"                 |
| 4.                       | Lenny Martinez             | Francja                  | Groupama-FDJ             | + 4' 02"                 |
| 5.                       | Clément Champoussin        | Francja                  | Arkéa-Samsic             | + 6' 23"                 |
| 6.                       | Attila Valter              | Węgry                    | Jumbo-Visma              | + 13' 02"                |
| 7.                       | Edoardo Zambanini          | Włochy                   | Bahrain Victorious       | + 28' 17"                |
| 8.                       | Oscar Onley                | Wielka Brytania          | Team DSM                 | + 37' 00"                |
| 9.                       | Harry Sweeny               | Australia                | Lotto Dstny              | + 49' 49"                |
| 10.                      | Mathieu Burgaudeau         | Francja                  | TotalEnergies            | + 53' 04"                |

| Klasyfikacja młodzieżowa | Klasyfikacja młodzieżowa   | Klasyfikacja młodzieżowa | Klasyfikacja młodzieżowa | Klasyfikacja młodzieżowa |
| Kolarz                   | Kolarz                     | Państwo                  | Drużyna                  | Czas                     |
| ------------------------ | -------------------------- | ------------------------ | ------------------------ | ------------------------ |
| 1.                       | Carlos Rodríguez           | Hiszpania                | Ineos Grenadiers         | 29h 33' 58"              |
| 2.                       | Max Poole                  | Wielka Brytania          | Team DSM                 | + 1' 34"                 |
| 3.                       | Tobias Halland Johannessen | Norwegia                 | Uno-X Pro Cycling Team   | + 2' 41"                 |
| 4.                       | Lenny Martinez             | Francja                  | Groupama-FDJ             | + 4' 02"                 |
| 5.                       | Clément Champoussin        | Francja                  | Arkéa-Samsic             | + 6' 23"                 |
| 6.                       | Attila Valter              | Węgry                    | Jumbo-Visma              | + 13' 02"                |
| 7.                       | Edoardo Zambanini          | Włochy                   | Bahrain Victorious       | + 28' 17"                |
| 8.                       | Oscar Onley                | Wielka Brytania          | Team DSM                 | + 37' 00"                |
| 9.                       | Harry Sweeny               | Australia                | Lotto Dstny              | + 49' 49"                |
| 10.                      | Mathieu Burgaudeau         | Francja                  | TotalEnergies            | + 53' 04"                |

| Klasyfikacja drużynowa | Klasyfikacja drużynowa | Klasyfikacja drużynowa       | Klasyfikacja drużynowa |
| Drużyna                | Drużyna                | Państwo                      | Czas                   |
| ---------------------- | ---------------------- | ---------------------------- | ---------------------- |
| 1.                     | Ineos Grenadiers       | Wielka Brytania              | 88h 40' 45"            |
| 2.                     | UAE Team Emirates      | Zjednoczone Emiraty Arabskie | + 3' 33"               |
| 3.                     | Bahrain Victorious     | Bahrajn                      | + 9' 54"               |
| 4.                     | Jumbo-Visma            | Holandia                     | + 18' 31"              |
| 5.                     | Uno-X Pro Cycling Team | Norwegia                     | + 34' 18"              |
| 6.                     | Groupama-FDJ           | Francja                      | + 39' 48"              |
| 7.                     | Movistar Team          | Hiszpania                    | + 47' 13"              |
| 8.                     | AG2R Citroën Team      | Francja                      | + 53' 49"              |
| 9.                     | Bora-Hansgrohe         | Niemcy                       | + 54' 30"              |
| 10.                    | EF Education-EasyPost  | Stany Zjednoczone            | + 56' 40"              |

| Klasyfikacja drużynowa | Klasyfikacja drużynowa | Klasyfikacja drużynowa       | Klasyfikacja drużynowa |
| Drużyna                | Drużyna                | Państwo                      | Czas                   |
| ---------------------- | ---------------------- | ---------------------------- | ---------------------- |
| 1.                     | Ineos Grenadiers       | Wielka Brytania              | 88h 40' 45"            |
| 2.                     | UAE Team Emirates      | Zjednoczone Emiraty Arabskie | + 3' 33"               |
| 3.                     | Bahrain Victorious     | Bahrajn                      | + 9' 54"               |
| 4.                     | Jumbo-Visma            | Holandia                     | + 18' 31"              |
| 5.                     | Uno-X Pro Cycling Team | Norwegia                     | + 34' 18"              |
| 6.                     | Groupama-FDJ           | Francja                      | + 39' 48"              |
| 7.                     | Movistar Team          | Hiszpania                    | + 47' 13"              |
| 8.                     | AG2R Citroën Team      | Francja                      | + 53' 49"              |
| 9.                     | Bora-Hansgrohe         | Niemcy                       | + 54' 30"              |
| 10.                    | EF Education-EasyPost  | Stany Zjednoczone            | + 56' 40"              |

### Liderzy klasyfikacji
| Etap   |                            | Pierwsze miejsce _ | Klasyfikacja generalna | Punktowa           | Górska             | Młodzieżowa      | Najaktywniejszych  | Drużynowa         |
| ------ | -------------------------- | ------------------ | ---------------------- | ------------------ | ------------------ | ---------------- | ------------------ | ----------------- |
| 1      | pagórkowaty                | Christophe Laporte | Christophe Laporte     | Christophe Laporte | Donavan Grondin    | Rune Herregodts  | Dorian Godon       | UAE Team Emirates |
| 2      | pagórkowaty                | Julian Alaphilippe | Christophe Laporte     | Christophe Laporte | Donavan Grondin    | Rune Herregodts  | Victor Campenaerts | UAE Team Emirates |
| 3      | płaski                     | Christophe Laporte | Christophe Laporte     | Christophe Laporte | Donavan Grondin    | Rune Herregodts  | Mathieu Burgaudeau | UAE Team Emirates |
| 4      | jazda indywidualna na czas | Mikkel Bjerg       | Mikkel Bjerg           | Christophe Laporte | Donavan Grondin    | Mikkel Bjerg     | nie przyznano      | UAE Team Emirates |
| 5      | pagórkowaty                | Jonas Vingegaard   | Jonas Vingegaard       | Christophe Laporte | Donavan Grondin    | Mikkel Bjerg     | Richard Carapaz    | UAE Team Emirates |
| 6      | górzysty                   | Georg Zimmermann   | Jonas Vingegaard       | Christophe Laporte | Mathieu Burgaudeau | Mikkel Bjerg     | Mathieu Burgaudeau | UAE Team Emirates |
| 7      | górski                     | Jonas Vingegaard   | Jonas Vingegaard       | Christophe Laporte | Victor Campenaerts | Max Poole        | Victor Campenaerts | Ineos Grenadiers  |
| 8      | górski                     | Giulio Ciccone     | Jonas Vingegaard       | Christophe Laporte | Giulio Ciccone     | Carlos Rodríguez | Giulio Ciccone     | Ineos Grenadiers  |
| Koniec | Koniec                     |                    | Jonas Vingegaard       | Christophe Laporte | Giulio Ciccone     | Carlos Rodríguez | brak danych        | Ineos Grenadiers  |